# Orlando Colón
Orlando Colón (San Juan, 24 maart 1982) is een Puerto Ricaans professioneel worstelaar die actief was in de WWE als Fernando waar hij ook lid was van het tag team, Los Matadores.
Zijn neven Carlos Jr. (ook bekend als Carlito) en Eddie Colón (ook bekend als Primo) zijn ook professioneel worstelaars.
Op 15 april 2020 werd zijn contract samen met het contract van Eddie Colón ontbonden bij WWE.

## In het worstelen
- Finishers
  - Orlando's Magic

## Prestaties
- Florida Championship Wrestling
  - FCW Florida Tag Team Championship (2 keer met Hunico)

- World Wrestling Council
  - WWC Puerto Rico Heavyweight Championship (6 keer)
  - WWC Caribbean Heavyweight Championship (1 keer)

- WWE
  - WWE Tag Team Championship (1 keer met Primo)